# 6647 Жосс
6647 Жосс (6647 Josse) — астероїд головного поясу, відкритий 8 квітня 1991 року.
Тіссеранів параметр щодо Юпітера — 3,635.